# قائمة أعضاء المجلس الشعبي الوطني العهدة التاسعة
تحتوي هذه المقالة على قائمة أعضاء المجلس الشعبي الوطني العهدة التاسعة (الفترة البرلمانية 2021-2026) والبالغ عددهم 407 نائبا موزعين حسب الدوائر الانتخابية.

## الأعضاء حسب الدائرة الانتخابية

### الدائرة الإنتخابية 1 أدرار
| الاسم          | الحزب               |
| -------------- | ------------------- |
| ابليله عفيف    | حركة مجتمع السلم    |
| العلوي عبدالله | جبهة التحرير الوطني |
| بلعالم أحمد    | حركة البناء الوطني  |

### الدائرة الإنتخابية 2 الشلف
| الاسم              | الحزب                    | ملاحظات                                 |
| ------------------ | ------------------------ | --------------------------------------- |
| بخاوة جيلالي       | نائب مستقل               |                                         |
| بلقلة سماعين       | جبهة التحرير الوطني      |                                         |
| بن عابد خليفة      | التجمع الوطني الديمقراطي |                                         |
| بوجلطية ناصر       | جبهة التحرير الوطني      |                                         |
| حاج هني إبراهيم    | التجمع الوطني الديمقراطي |                                         |
| خلادي زهير         | التجمع الوطني الديمقراطي |                                         |
| شريد ماجد          | نائب مستقل               |                                         |
| صادوق أحمد         | حركة مجتمع السلم         |                                         |
| صلواتشي هشام سفيان | جبهة التحرير الوطني      | عين وزير الصيد البحري والمنتجات الصيدية |
| طويل أمحمد         | التجمع الوطني الديمقراطي |                                         |
| عمر معمر           | حركة مجتمع السلم         |                                         |

### الدائرة الإنتخابية 3 الأغواط
| الاسم            | الحزب                    |
| ---------------- | ------------------------ |
| بساس مسعود       | حركة البناء الوطني       |
| بلخير زكرياء     | حركة مجتمع السلم         |
| بن المواز بلقاسم | جبهة التحرير الوطني      |
| بن سليمان خليفة  | جبهة المستقبل            |
| بن شرشافة عيسى   | التجمع الوطني الديمقراطي |
| رمضاني طيب       | نائب مستقل               |

### الدائرة الإنتخابية 4 أم البواقي
| الاسم             | الحزب                    |
| ----------------- | ------------------------ |
| أقوجيل سهيلة      | جبهة التحرير الوطني      |
| شايب راسو لخميسي  | جبهة التحرير الوطني      |
| بن شريف حليم      | التجمع الوطني الديمقراطي |
| طرباق عمر         | التجمع الوطني الديمقراطي |
| عناب عبد اليامين  | حركة مجتمع السلم         |
| معنصر محمد السعيد | حركة مجتمع السلم         |
| نوري سفيان        | جبهة المستقبل            |

### الدائرة الإنتخابية 5 باتنة
| الاسم           | الحزب                    |
| --------------- | ------------------------ |
| بري الساكر      | نائب مستقل               |
| بلورغي رشيد     | التجمع الوطني الديمقراطي |
| بوهناف يزيد     | نائب مستقل               |
| ربيعي فاطمة     | جبهة المستقبل            |
| زكور عبد الحليم | جبهة المستقبل            |
| سماعيلي سليمان  | جبهة المستقبل            |
| شكشاك سهيلة     | نائب مستقل               |
| عولمي عمار      | التجمع الوطني الديمقراطي |
| غربي عبد الباسط | حركة البناء الوطني       |
| فرحاني بشير     | نائب مستقل               |
| مدور عثمان      | التجمع الوطني الديمقراطي |
| نفيسي السعيد    | حركة البناء الوطني       |

### الدائرة الإنتخابية 6 بجاية
| الاسم        | الحزب                    | ملاحظات           |
| ------------ | ------------------------ | ----------------- |
| حاجي مقران   | جبهة التحرير الوطني      |                   |
| حناشي رياض   | جبهة التحرير الوطني      |                   |
| دحوش مولود   | نائب مستقل               |                   |
| ساسي صغير    | نائب مستقل               |                   |
| سعودي أنيس   | جبهة التحرير الوطني      |                   |
| موالفي سامية | جبهة التحرير الوطني      | عينت وزيرة البيئة |
| ميرة إسماعيل | التجمع الوطني الديمقراطي |                   |
| هاني محمد    | نائب مستقل               |                   |
| واري مسينيسا | نائب مستقل               |                   |

### الدائرة الإنتخابية 7 بسكرة
| الاسم              | الحزب                    |
| ------------------ | ------------------------ |
| الطيب وسيلة        | جبهة التحرير الوطني      |
| ديديش زين العابدين | جبهة المستقبل            |
| عريش السعيد        | حركة مجتمع السلم         |
| عزيز محمد          | التجمع الوطني الديمقراطي |
| كريد الحاج لعروسي  | حزب الكرامة              |
| مسعودي عمر         | التجمع الوطني الديمقراطي |

### الدائرة الإنتخابية 8 بشار
| الاسم           | الحزب            |
| --------------- | ---------------- |
| برشيد يوسف      | حركة مجتمع السلم |
| صالحي نصرالدين  | حركة مجتمع السلم |
| قاسمي عبدالعزيز | نائب مستقل       |

### الدائرة الإنتخابية 9 البليدة
| الاسم             | الحزب               |
| ----------------- | ------------------- |
| أحمد هجالة فاروق  | نائب مستقل          |
| الزغيمي حمزة      | جبهة التحرير الوطني |
| الفرطاس يعقوب     | جبهة التحرير الوطني |
| بلقاسم سمية       | نائب مستقل          |
| تمار مصطفى        | حركة البناء الوطني  |
| جيشرقي عبد القادر | حركة البناء الوطني  |
| حماد أيوب         | نائب مستقل          |
| حملاوي حمزة       | جبهة التحرير الوطني |
| زواهرة كمال       | جبهة التحرير الوطني |
| طهراوي أيوب       | نائب مستقل          |
| فارس زهير         | حركة البناء الوطني  |
| مونسي علي         | نائب مستقل          |

### الدائرة الإنتخابية 10 البويرة
| الاسم         | الحزب                    |
| ------------- | ------------------------ |
| سعدلي الصالح  | حركة البناء الوطني       |
| صعدلي براهيم  | جبهة التحرير الوطني      |
| طمار فاتح     | جبهة المستقبل            |
| عباش حسين     | جبهة المستقبل            |
| قراش توفيق    | جبهة المستقبل            |
| ناصر باي أحمد | التجمع الوطني الديمقراطي |
| هاشيمي أحمد   | جبهة التحرير الوطني      |

### الدائرة الإنتخابية 11 تمنراست
| الاسم        | الحزب                    |
| ------------ | ------------------------ |
| حبناسي مولود | جبهة المستقبل            |
| زناني بوجمعة | التجمع الوطني الديمقراطي |
| قمامة أحمد   | جبهة التحرير الوطني      |

### الدائرة الإنتخابية 12 تبسة
| الاسم         | الحزب                    |
| ------------- | ------------------------ |
| بخوش الصديق   | جبهة التحرير الوطني      |
| براجي الوردي  | حزب الحرية والعدالة      |
| جعفر الزين    | التجمع الوطني الديمقراطي |
| زرفاوي مسعود  | حركة مجتمع السلم         |
| عبان سعد      | جبهة التحرير الوطني      |
| مسنادي بلقاسم | جبهة المستقبل            |
| مشري عبدالله  | حركة مجتمع السلم         |

### الدائرة الإنتخابية 13 تلمسان
| الاسم             | الحزب                    |
| ----------------- | ------------------------ |
| أمير سميرة        | جبهة التحرير الوطني      |
| بشلاغم عبد المؤمن | جبهة التحرير الوطني      |
| بلحاج فتحي        | التجمع الوطني الديمقراطي |
| بلمختار رابح      | نائب مستقل               |
| بن أعمر فوزي      | التجمع الوطني الديمقراطي |
| حانبة بومدين      | التجمع الوطني الديمقراطي |
| خليج عمر          | التجمع الوطني الديمقراطي |
| خوان محمد         | نائب مستقل               |
| دخلي رشيد         | التجمع الوطني الديمقراطي |
| ربيعي حفيف        | جبهة التحرير الوطني      |

### الدائرة الإنتخابية 14 تيارت
| الاسم           | الحزب        |
| --------------- | ------------ |
| قاعد لروحو سعيد | النهب والنصب |
|                 |              |
|                 |              |

### الدائرة الإنتخابية 15 تيزي وزو
| الاسم | الحزب |
| ----- | ----- |
|       |       |
|       |       |
|       |       |

### الدائرة الإنتخابية 16 الجزائر
| الاسم | الحزب |
| ----- | ----- |
|       |       |
|       |       |
|       |       |

### الدائرة الإنتخابية 17 الجلفة
| الاسم                 | الحزب               |
| --------------------- | ------------------- |
| فخيت سيف الدين بلعباي | جبهة تحرير الوطني   |
| زيتوني علي            | جبهة مستقبل         |
| زكموط حسام الدين      | جبهت تحرير المستقبل |

### الدائرة الإنتخابية 18 جيجل
| الاسم              | الحزب              |
| ------------------ | ------------------ |
| بريغن محمد         | نائب مستقل         |
| بن حمودة محمد يزيد | نائب مستقل         |
| بوصبيعة عبد النور  | جبهة المستقبل      |
| تبوب سليم          | حركة مجتمع السلم   |
| تواتي عبد الرزاق   | حركة البناء الوطني |
| كرود محمود         | نائب مستقل         |

### الدائرة الإنتخابية 19 سطيف
| الاسم | الحزب |
| ----- | ----- |
|       |       |
|       |       |
|       |       |

### الدائرة الإنتخابية 20 سعيدة
| الاسم              | الحزب               |
| ------------------ | ------------------- |
| بن عيسى أحمد       | جبهة التحرير الوطني |
| بوعناني عبد الكريم | نائب مستقل          |
| بيدة فاطمة         | نائب مستقل          |
| مرابط عبد القادر   | جبهة التحرير الوطني |

### الدائرة الإنتخابية 21 سكيكدة
| الاسم | الحزب |
| ----- | ----- |
|       |       |
|       |       |
|       |       |

### الدائرة الإنتخابية 22 سيدي بلعباس
| الاسم                  | الحزب               |
| ---------------------- | ------------------- |
| خليفة ميلود            | جبهة التحرير الوطني |
| عزي بن ثابت            | جبهة التحرير الوطني |
| قادة بن شيحة محمد كمال | نائب مستقل          |
| كورات محمد أمين        | نائب مستقل          |
| مويلح محمد رضا         | جبهة التحرير الوطني |
| مير محمد               | نائب مستقل          |

### الدائرة الإنتخابية 23 عنابة
| الاسم | الحزب |
| ----- | ----- |
|       |       |
|       |       |
|       |       |

### الدائرة الإنتخابية 24 قالمة
| الاسم              | الحزب                    |
| ------------------ | ------------------------ |
| براهمية عبد الرفيق | جبهة المستقبل            |
| حجاجي حسين         | صوت الشعب                |
| شطيبي صالح         | التجمع الوطني الديمقراطي |
| صفر هشام           | التجمع الوطني الديمقراطي |
| قوارطة يزيد        | جبهة الجزائر الجديدة     |

### الدائرة الإنتخابية 25 قسنطينة
| الاسم       | الحزب                    |
| ----------- | ------------------------ |
| كويرة مهدي  | التجمع الوطني الديمقراطي |
| عمار براهيم | حركة البناء الوطني       |
| بغيجة سعد   | جبهة التحرير الوطني      |

### الدائرة الإنتخابية 26 المدية
| الاسم | الحزب |
| ----- | ----- |
|       |       |
|       |       |
|       |       |

### الدائرة الإنتخابية 27 مستغانم
| الاسم | الحزب |
| ----- | ----- |
|       |       |
|       |       |
|       |       |

### الدائرة الإنتخابية 28 المسيلة
| الاسم | الحزب |
| ----- | ----- |
|       |       |
|       |       |
|       |       |

### الدائرة الإنتخابية 29 معسكر
| الاسم | الحزب |
| ----- | ----- |
|       |       |
|       |       |
|       |       |

### الدائرة الإنتخابية 30 ورقلة
| الاسم | الحزب |
| ----- | ----- |
|       |       |
|       |       |
|       |       |

### الدائرة الإنتخابية 31 وهران
| الاسم                  | الحزب                    |
| ---------------------- | ------------------------ |
| آل سيد الشيخ وحيد      | نائب مستقل               |
| البشير بحري            | نائب مستقل               |
| بصيري مصطفى            | جبهة التحرير الوطني      |
| بن حداد هشام           | حركة مجتمع السلم         |
| بن شريف محمد منور      |                          |
| بن شكر كريم            |                          |
| بودومة محمد            |                          |
| بوشيخي شيخ             | جبهة التحرير الوطني      |
| حامي قادة              |                          |
| حريز يونس              | حركة البناء الوطني       |
| خوجة براهيم            | حركة البناء الوطني       |
| سنوسي محمد             |                          |
| شرشار رشيد             | حركة البناء الوطني       |
| طبال عبد الكريم        | حركة مجتمع السلم         |
| عرباوي محمد هادي أسامة | جبهة التحرير الوطني      |
| ميمون بومدين           | التجمع الوطني الديمقراطي |
| نجادي قادة             | نائب مستقل               |

### الدائرة الإنتخابية 32 البيض
| الاسم          | الحزب               |
| -------------- | ------------------- |
| بن عمارة بغداد | جبهة التحرير الوطني |
| بوقفدة يوسف    | حركة البناء الوطني  |
| لخضاري العيد   | حركة مجتمع السلم    |

### الدائرة الإنتخابية 33 إيليزي
| الاسم        | الحزب                    |
| ------------ | ------------------------ |
| بن سبقاق علي | نائب مستقل               |
| طاطي تايمة   | التجمع الوطني الديمقراطي |
| هنوني محمد   | جبهة المستقبل            |

### الدائرة الإنتخابية 34 برج بوعريريج
| الاسم             | الحزب                    |
| ----------------- | ------------------------ |
| بلخضر كمال        | جبهة المستقبل            |
| بلفار عبد الحق    | نائب مستقل               |
| بوهالي عبد الباسط | جبهة المستقبل            |
| حريزي الساسي      | التجمع الوطني الديمقراطي |
| ربيع عبد الحق     | نائب مستقل               |
| زياني فارس        | نائب مستقل               |
| نادة الدراجي      | التجمع الوطني الديمقراطي |

### الدائرة الإنتخابية 35 بومرداس
| الاسم              | الحزب                    |
| ------------------ | ------------------------ |
| القريشي كمال       | نائب مستقل               |
| بعزيز عبد الناصر   | نائب مستقل               |
| بوهرو توفيق        | نائب مستقل               |
| جناتي فاتح         | التجمع الوطني الديمقراطي |
| دايم الله رابح     | حركة البناء الوطني       |
| رحيش نبيل          | حركة مجتمع السلم         |
| عبدي فاطمة الزهراء | جبهة التحرير الوطني      |
| قادري عبد الرحمن   | حزب الفجر الجديد         |
| كبور توفيق         | نائب مستقل               |

### الدائرة الإنتخابية 36 الطارف
| الاسم        | الحزب                    |
| ------------ | ------------------------ |
| حمداوي مبارك | التجمع الوطني الديمقراطي |
| فوغالي رابح  | التجمع الوطني الديمقراطي |
| مويلحي علي   | جبهة العدالة والتنمية    |
| هاني أحسن    | نائب مستقل               |

### الدائرة الإنتخابية 37 تندوف
| الاسم        | الحزب               |
| ------------ | ------------------- |
| بابوزيد لحسن | جبهة التحرير الوطني |
| بهلول حمدي   | جبهة المستقبل       |
| لعبيد لحسن   | نائب مستقل          |

### الدائرة الإنتخابية 38 تيسيمسيلت
| الاسم            | الحزب               |
| ---------------- | ------------------- |
| بربارة الحاج شيخ | جبهة المستقبل       |
| عزيز عبد القادر  | نائب مستقل          |
| مواز أحمد        | جبهة التحرير الوطني |

### الدائرة الإنتخابية 39 الوادي
| الاسم               | الحزب               |
| ------------------- | ------------------- |
| التجاني محمد الحافظ | نائب مستقل          |
| بن علي الطاهر       | حركة مجتمع السلم    |
| دويم محمد           | جبهة التحرير الوطني |
| ضيف معراج           | حركة مجتمع السلم    |
| عون فتحي            | جيل جديد            |
| قوري عبد القادر     | نائب مستقل          |

### الدائرة الإنتخابية 40 خنشلة
| الاسم       | الحزب               |
| ----------- | ------------------- |
| حمام علي    | جبهة التحرير الوطني |
| شخاب هشام   | نائب مستقل          |
| صحراوي عمار | صوت الشعب           |
| مراح سليم   | نائب مستقل          |

### الدائرة الإنتخابية 41 سوق أهراس
| الاسم                 | الحزب               |
| --------------------- | ------------------- |
| بن جاب الله محمد فوزي | جبهة المستقبل       |
| بوعيطة كمال           | جبهة المستقبل       |
| زايري حسان            | نائب مستقل          |
| عاشوري فوزي           | جبهة التحرير الوطني |
| قوادرية سماعيل        | جبهة المستقبل       |

### الدائرة الإنتخابية 42 تيبازة
| الاسم            | الحزب                    |
| ---------------- | ------------------------ |
| أوزغلة جمال      | نائب مستقل               |
| بلهواري نصيرة    | نائب مستقل               |
| شابني عبد القادر | التجمع الوطني الديمقراطي |
| عبد الصادق سليم  | نائب مستقل               |
| غربي بوعلام      | نائب مستقل               |
| وازن عبد العزيز  | التجمع الوطني الديمقراطي |

### الدائرة الإنتخابية 43 ميلة
| الاسم                  | الحزب                    |
| ---------------------- | ------------------------ |
| بدرون زكرياء           | جبهة التحرير الوطني      |
| بن عبد الرحمان إبراهيم | جبهة التحرير الوطني      |
| بودن منذر              | التجمع الوطني الديمقراطي |
| زبوشي لامية            | التجمع الوطني الديمقراطي |
| شادي دراجي             | التجمع الوطني الديمقراطي |
| عصمان فؤاد             | التجمع الوطني الديمقراطي |
| قريش جمال              | جبهة التحرير الوطني      |
| مفتاح أحسن             | التجمع الوطني الديمقراطي |

### الدائرة الإنتخابية 44 عين الدفلى
| الاسم              | الحزب                    |
| ------------------ | ------------------------ |
| برادعية عبد القادر | نائب مستقل               |
| جلولي علي          | جبهة التحرير الوطني      |
| حريزي مخفي         | التجمع الوطني الديمقراطي |
| حواس محفوظ         | جبهة التحرير الوطني      |
| سحنون سليمان       | نائب مستقل               |
| قصال علي           | حركة مجتمع السلم         |
| لعويسات كمال       | نائب مستقل               |
| مداني مراد         | نائب مستقل               |

### الدائرة الإنتخابية 45 النعامة
| الاسم           | الحزب                    |
| --------------- | ------------------------ |
| بن طالب بوسماحة | جبهة المستقبل            |
| حرشاية عبد الله | حركة مجتمع السلم         |
| زروقي صديق      | التجمع الوطني الديمقراطي |

### الدائرة الإنتخابية 46
| الاسم               | الحزب               | ملاحظات                     |
| ------------------- | ------------------- | --------------------------- |
| أحمد بن شعايب بلعرج | جبهة الحكم الراشد   |                             |
| داود طيب            | جبهة الحكم الراشد   |                             |
| دومة نجية           | جبهة التحرير الوطني | توفيت بتاريخ 30 حويلية 2021 |
| مشري سعيد           | جبهة التحرير الوطني |                             |

### الدائرة الإنتخابية 47 غرداية
| الاسم              | الحزب              | ملاحظات                   |
| ------------------ | ------------------ | ------------------------- |
| بوغالي إبراهيم     | نائب مستقل         | رئيس المجلس الشعبي الوطني |
| بوكرموش عبد الرحمن | نائب مستقل         |                           |
| طرباقو علي         | حركة البناء الوطني |                           |

### الدائرة الإنتخابية 48 غليزان
| الاسم             | الحزب            |
| ----------------- | ---------------- |
| بطاهر حاج بن عودة | نائب مستقل       |
| بلقاسم فتيحة      | نائب مستقل       |
| بن عزوزي عابد     | حركة مجتمع السلم |
| بوشامة أحمد       | حركة مجتمع السلم |
| سالم قدور         | نائب مستقل       |
| شواشي عائشة       | نائب مستقل       |
| عماري عبد الله    | حركة مجتمع السلم |
| مزاري بوزيان      | حركة مجتمع السلم |

### الدائرة الإنتخابية 49 تيميمون
| الاسم             | الحزب               |
| ----------------- | ------------------- |
| بوخاري عبد الكريم | نائب مستقل          |
| مزوزي أحمد        | جبهة التحرير الوطني |
| نقار محمد السالم  | حركة مجتمع السلم    |

### الدائرة الإنتخابية 50 برج باجي مختار
| الاسم       | الحزب                    |
| ----------- | ------------------------ |
| انراب سيدي  | التجمع الوطني الديمقراطي |
| لنصاري غالي | جبهة التحرير الوطني      |
| ورتي محمد   | نائب مستقل               |

### الدائرة الإنتخابية 51 أولاد جلال
| الاسم           | الحزب               |
| --------------- | ------------------- |
| بزيو عبد الرزاق | حركة البناء الوطني  |
| شنيني عبد الله  | نائب مستقل          |
| ميطح عادل       | جبهة التحرير الوطني |

### الدائرة الإنتخابية 52 بني عباس
| الاسم        | الحزب              |
| ------------ | ------------------ |
| بوكراف العيد | حركة مجتمع السلم   |
| حجراوي أحمد  | نائب مستقل         |
| لونيس مصطفى  | حركة البناء الوطني |

### الدائرة الإنتخابية 53 عين صالح
| الاسم             | الحزب               |
| ----------------- | ------------------- |
| باقلاب عبد الرحمن | حركة مجتمع السلم    |
| بن هاشم محمد      | جبهة التحرير الوطني |
| حاج عصمان علواته  | حركة البناء الوطني  |

### الدائرة الإنتخابية 54 عين قزام
| الاسم          | الحزب                    |
| -------------- | ------------------------ |
| خنيسي عبد الله | حزب الفجر الجديد         |
| كربادو قادة    | التجمع الوطني الديمقراطي |
| منصوري محمد    | التجمع الوطني الديمقراطي |

### الدائرة الإنتخابية 55 تقرت
| الاسم       | الحزب                    |
| ----------- | ------------------------ |
| بوبكر أحمد  | التجمع الوطني الديمقراطي |
| خرفي موسى   | حركة مجتمع السلم         |
| دقلة الأزهر | جبهة المستقبل            |

### الدائرة الإنتخابية 56 جانت
| الاسم               | الحزب      |
| ------------------- | ---------- |
| الحسني عيسى         | نائب مستقل |
| بن عبد الرحمان مهدي | نائب مستقل |
| فخور ابراهيم        | نائب مستقل |

### الدائرة الإنتخابية 57 المغير
| الاسم            | الحزب               |
| ---------------- | ------------------- |
| بوشمال هشام      | نائب مستقل          |
| عرجون عبد الناصر | جبهة التحرير الوطني |
| قاشي صليحة       | حركة مجتمع السلم    |

### الدائرة الإنتخابية 58 المنيعة
| الاسم            | الحزب      |
| ---------------- | ---------- |
| بلكحل عبد الحميد | نائب مستقل |
| بوصبيع مختار     | نائب مستقل |
| زنطار سالم       | نائب مستقل |